# Jonathan Adid Núñez
Jonathan Adid Núñez García (La Ceiba, Atlántida, Honduras; 26 de noviembre de 2001) es un futbolista hondureño. Juega como mediocampista y su actual club es el Motagua de la Liga Nacional de Honduras.

## Trayectoria

### Motagua
El director técnico de Motagua, Diego Vásquez, lo ascendió al primer equipo durante la temporada 2018-19. Su debut oficial se produjo el 3 de marzo de 2019, contra Vida, en el triunfo a domicilio sobre los Cocoteros por 1-0. El 10 de marzo jugó nuevamente como titular en un encuentro frente a Real de Minas en el Estadio Nacional, el cual concluyó con derrota de 2-0. El 2 de junio conquistó su primer título de Liga Nacional ante Olimpia.

## Selección nacional

### Selecciones menores
El 2 de octubre de 2018, fue convocado por Carlos Tábora para integrar la selección sub-20 de Honduras que disputó el Campeonato Sub-20 de la Concacaf de 2018. Debutó en esa competición el 9 de noviembre de 2018 jugando como titular en la victoria de 4-3 contra selección sub-20 de Antigua y Barbuda. También jugó como titular en el empate de 1-1 ante selección sub-20 de Costa Rica y en la derrota de 1-0 frente a selección sub-20 de Estados Unidos. También disputó la Copa Mundial Sub-20 de 2019 llevada a cabo en Polonia.

#### Participaciones en Copas del Mundo
| Mundial                     | Sede    | Resultados   | Part. | Goles |
| --------------------------- | ------- | ------------ | ----- | ----- |
| Copa Mundial Sub-20 de 2019 | Polonia | Primera fase | 2     | 0     |

#### Participación en Campeonatos de Concacaf
| Campeonato                | Sede           | Resultados  | Part. | Goles |
| ------------------------- | -------------- | ----------- | ----- | ----- |
| Campeonato Sub-20 de 2018 | Estados Unidos | Semifinales | 3     | 0     |

## Estadísticas

### Clubes
| F. C. Motagua Honduras |                     |    |   |   |    |    |     |     |   |
| 2018-19 | 2                   | 0  | — | — | 0  | 0  | 2   | 0   |   |
| 2019-20 | 5                   | 0  | — | — | 0  | 0  | 5   | 0   |   |
| 2020-21 | 15                  | 1  | — | — | 1  | 0  | 16  | 1   |   |
| 2021-22 | 23                  | 0  | — | — | 7  | 0  | 30  | 0   |   |
| 2022-23 | 35                  | 2  | - | - | 4  | 0  | 39  | 2   |   |
| 2023-24 | 2                   | 0  | - | - | 0  | 0  | 4   | 0   |   |
| 2024-25 | 23                  | 0  | - | - | 4  | 0  | 27  | 0   |   |
| Total | 105                 | 3  | 0 | 0 | 16 | 0  | 123 | 3   |   |
| Total en su carrera | Total en su carrera | 90 | 3 | 0 | 0  | 16 | 0   | 123 | 3 |
| (1)Incluye datos de la Copa de Honduras. (2)Incluye datos de la Liga de Campeones de la Concacaf (2019-22) y Liga Concacaf (2019-21). |                     |    |   |   |    |    |     |     |   |

## Palmarés

### Campeonatos nacionales
| Título          | Club          | País     | Año  |
| --------------- | ------------- | -------- | ---- |
| Torneo Clausura | F. C. Motagua | Honduras | 2019 |
| Torneo Clausura | F. C. Motagua | Honduras | 2022 |